# 톈진 CTF 파이낸스 센터
CTF 톈진 타워(The CTF Tianjin Tower) 혹은 주대복 센터 톈진(Chow Tai Fook Centre Tianjin)은 중화인민공화국 톈진시에 위치한 마천루이다. 지상 97층, 530m의 마천루로, 톈진 시에서는 가장 높은 건물이다.

## 같이 보기
- 마천루 목록
- CTF 광저우